# Florian Gröger
Florian Gröger (10. srpna 1871 Horní Velkruby – 19. května 1927 Klagenfurt) byl rakouský sociálně demokratický politik, na počátku 20. století poslanec Říšské rady, v meziválečném období poslanec rakouské Národní rady a korutanský zemský hejtman.

## Biografie
Vychodil národní školu a živnostenskou odbornou školu. Vyučil se tkadlcem v Brunseifu na Bruntálsku. Pracoval pak jako tkadlec v Ostravě. Vstoupil do odborového sdružení dělníků. Působil jako tkalcovský nádeník na mnoha místech monarchie. Vrátil se pak na rodnou severní Moravu. Angažoval se v Sociálně demokratické straně Rakouska, jejímž členem se stal roku 1894 (podle jiného zdroje až roku 1904). Spolupracoval s brněnským dělnickým listem Volksfreund. V roce 1897 se stal odborovým tajemníkem. Byl stranickým důvěrníkem a redaktorem listu Volkspresse v Černovicích. Pak roku 1898 pracoval jako úředník nemocniční pokladny v Šumperku a v prosinci téhož roku se stal redaktorem listu Wahrheit. Na radu svého přítele odešel na přelomu století do Korutan. V roce 1901 se stal úředníkem nemocniční pokladny ve Villachu, později v Klagenfurtu. Následně odešel do Čech, kde působil na několika místech a několika redakcích sociálně demokratických periodik. Vedl dělnickou pekárnu v Litvínově, roku 1903 působil ve Falknově, v roce 1904 byl ředitelem okresní nemocniční pokladny v Chabařovicích, od roku 1906 byl činný v Ústí nad Labem, kde vedl redakci listu Volksrecht a zasloužil se o úspěšnou sociálně demokratickou agitaci ve volbách do Říšské rady roku 1907. V roce 1909 se opět na naléhání přátel vrátil do Korutan a ujal se redakce listu Arbeiterwille. Od roku 1910 pak trvale žil v Klagenfurtu. Byl důvěrníkem sociální demokracie v Korutanech a jedním z hlavních zemských politiků této strany.
Na počátku 20. století se zapojil i do celostátní politiky. V doplňovacích volbách roku 1912 (poté, co zemřel poslanec Riese) získal mandát v Říšské radě (celostátní zákonodárný sbor) za obvod Korutany 8. Usedl do poslanecké frakce Klub německých sociálních demokratů. Ve vídeňském parlamentu setrval až do zániku monarchie.Profesně byl k roku 1911 uváděn jako redaktor.
Po válce zasedal v letech 1918–1919 jako poslanec Provizorního národního shromáždění Německého Rakouska (Provisorische Nationalversammlung), následně od 4. března 1919 do 9. listopadu 1920 jako poslanec Ústavodárného národního shromáždění Rakouska a pak byl od 10. listopadu 1920 do 26. srpna 1921 a znovu od 20. listopadu 1923 do 18. května 1927 poslancem rakouské Národní rady, stále za rakouskou sociálně demokratickou stranu. Podílel se na formulování agrární politiky sociální demokracie a prosadil zákonnou ochranu nájemců půdy.
Byl poslancem Korutanského zemského sněmu a v letech 1921–1923 zastával funkci korutanského zemského hejtmana, když již předtím v letech 1918–1919 zastával funkci 1. náměstka hejtmana.